# Madame Behave

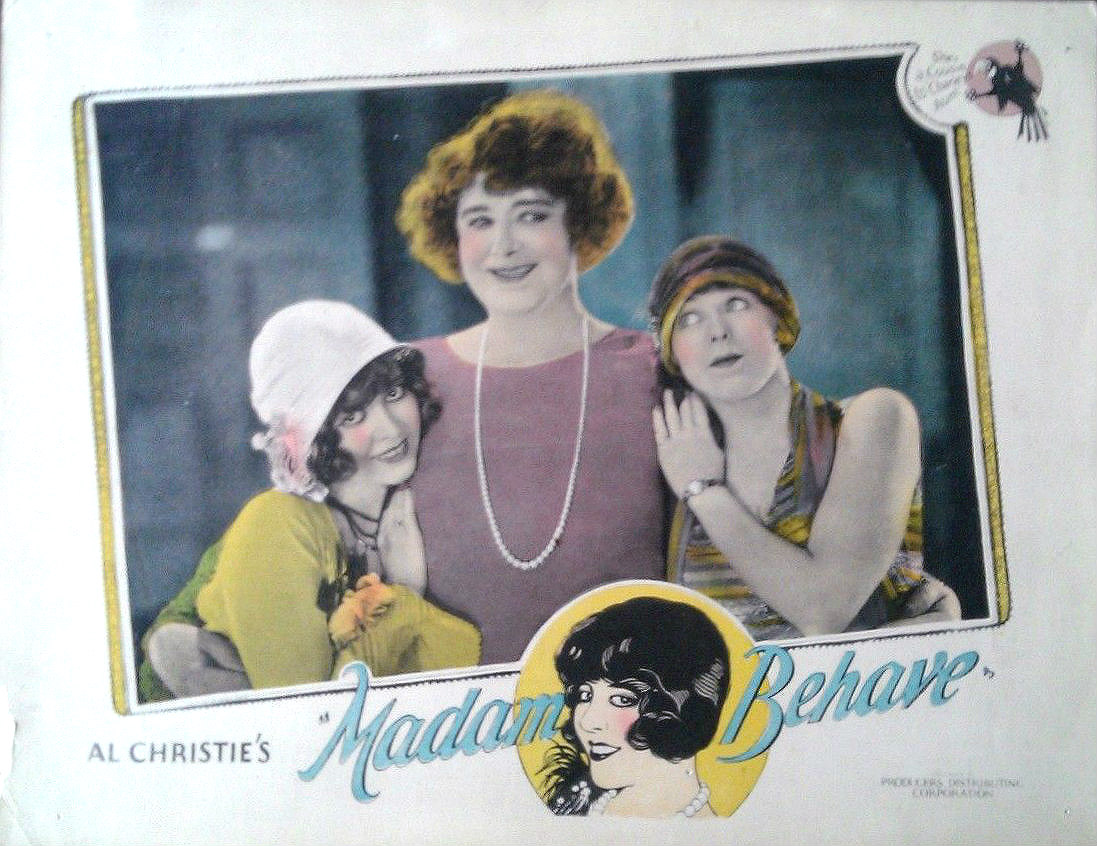
Carte promotionnelle du film.

Madame Behave est un film américain réalisé par Scott Sidney et sorti en 1925.
Une copie du film est conservée à la Bibliothèque du Congrès.

## Synopsis

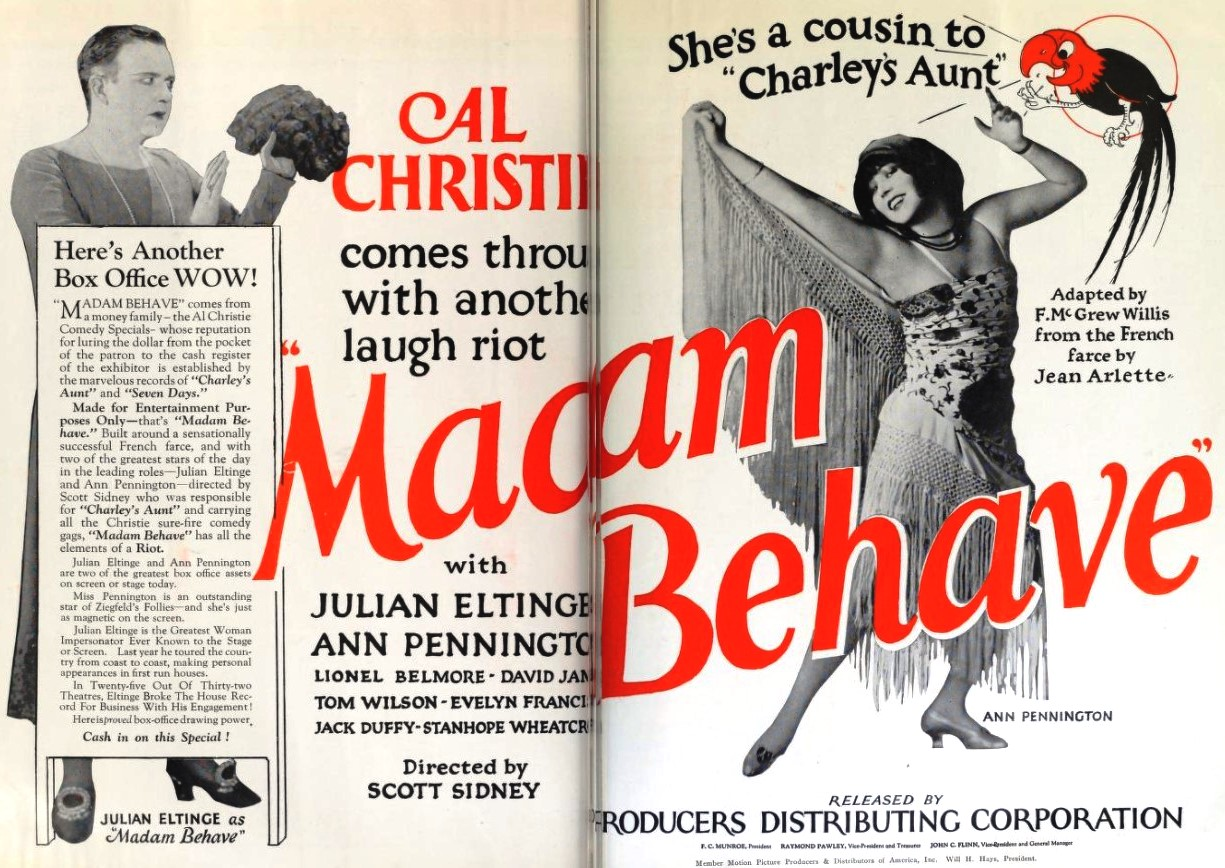
Annonce pour le film dans le magazine Film Daily.

Madame Behave et son ami se font expulser de leur appartement par le propriétaire. Celui-ci poursuit l'oncle de son ami en tant que témoin d'un accident de voiture par une jeune femme qui a disparu.

## Fiche technique
- Réalisation : Scott Sidney
- Scénario : F. McGrew Willis d'après la pièce Madame Lucy de Jean Arlette[3]
- Producteur : Al Christie
- Photographie : Gus Peterson, Alec Phillips
- Genre : Comédie[4]
- Distributeur : Producers Distributing Corporation
- Durée : 6 bobines[5]
- Date de sortie : 21 novembre 1925

## Distribution

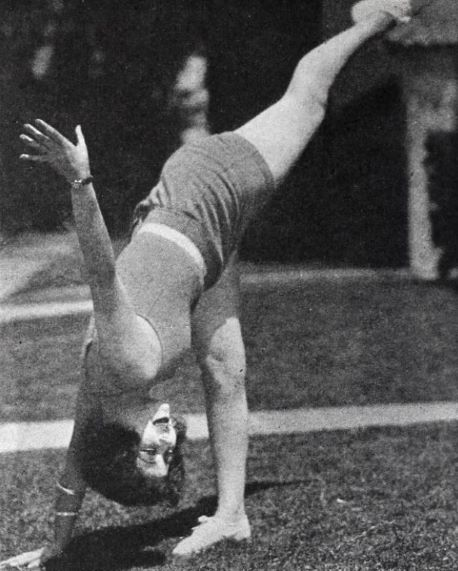
Ann Pennington s'exerçant pour son rôle de danseuse dans le film.

- Julian Eltinge : Jack Mitchell / "Madame Behave"
- Ann Pennington : Gwen Townley
- Lionel Belmore : Seth Corwin
- David James : Dick Corwin
- Tom Wilson : Creosote
- Jack Duffy : Henry Jasper, the Landlord
- Stanhope Wheatcroft : Percy Fairweather
- Evelyn Francisco : Laura Barnes
- Tiny Sandford : le policier